# União de Escritores da Roménia

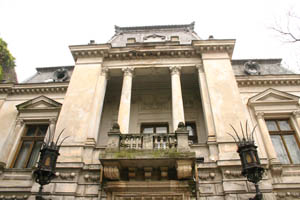
Sede da União dos Escritores da Roménia (Casa Monteoru-Catargi)

A União dos Escritores da Roménia (em romeno:  Uniunea Scriitorilor din România), fundada em Março de 1949, é uma associação profissional dos escritores na Roménia. Tem uma filial em Chişinău, República da Moldávia. A União dos Escritores da Roménia foi criada pelo regime comunista , após a antiga Sociedade de Escritores Romenos (Societatea Scriitorilor Români), que havia sido estabelecida em 1908.
A União organiza anualmente o Festival de Literatura Dias e Noites, e atribui o prestigiado Prémio Ovídio para a Literatura.

## Presidentes
- Mihail Sadoveanu (honorário, 1949-1956; ativo, 1956-1961); Zaharia Stancu (ativo, 1949-1956)
- Mihai Beniuc (1962-1964)
- Demostene Botez (1964-1966)
- Zaharia Stancu (1966-1974)
- Virgílio Teodorescu (1974-1978)
- George Macovescu (1978-1982)
- Dumitru Radu Popescu (1982-1990)
- Mircea Dinescu (1990-1996)
- Laurenţiu Ulici (1996-2000)
- Eugen Uricaru (2000-2005)
- Nicolae Manolescu (2005-)

Tudor Arghezi foi presidente honorário desde 1962 a 1967, tal como Victor Eftimiu em 1972; Ștefan Augustin Doinaș foi escolhido para esta função, em 1990.

## Membros notáveis
- Eugenia Mihalea, poeta
- Paulo Cernat, ensaísta
- Aurel Pantea, poeta
- Ioana Crăciunescu, poeta e atriz